# Centre de linguistique appliquée de Dakar

Logo du Centre de Linguistique Appliquée de Dakar

Le Centre de linguistique appliquée de Dakar (CLAD) est un centre de recherche linguistique, associé à l’université Cheikh-Anta-Diop, créé en juin 1963.
Le CLAD est membre du Réseau international francophone d'aménagement linguistique (d) (RIFAL) et de l’Association internationale de linguistique appliquée (en) (AILA). Ses domaines de recherches sont : la lexicologie, la traduction, la terminologie ou « terminotique », la néologie, la sociolinguistique et la didactique des langues.